# Zygothrica spiculirostris
Zygothrica spiculirostris är en tvåvingeart som beskrevs av Burla 1956. Zygothrica spiculirostris ingår i släktet Zygothrica och familjen daggflugor. Inga underarter finns listade i Catalogue of Life.